# Beloglottis ecallosa
Beloglottis ecallosa är en orkidéart som först beskrevs av Oakes Ames och Charles Schweinfurth, och fick sitt nu gällande namn av Fritz Hamer och Leslie Andrew Garay. Beloglottis ecallosa ingår i släktet Beloglottis och familjen orkidéer. Inga underarter finns listade i Catalogue of Life.